# Robert Kasting
Robert Kasting, né le 28 août 1950 à Ottawa, est un nageur canadien.

## Carrière
Robert Kasting participe aux Jeux olympiques d'été de 1972 à Munich et remporte la médaille de bronze dans l'épreuve du 4 × 100 m 4 nages avec Erik Fish, Bruce Robertson et William Mahony.